# المغرب في الألعاب الأولمبية الصيفية 1964
شارك المغرب في دورة الألعاب الأولمبية الصيفية 1964، التي أقيمت في طوكيو باليابان، في الفترة الممتدة من 11 أكتوبر إلى 24 أكتوبر 1964. شارك المغرب في الأولمبياد بوفد رياضي قوامه 20 رياضيا في 4 ألعاب هي ألعاب القوى والملاكمة و كرة القدم ورفع الأثقال.

لم يحصد المغرب أي ميدالية في هذه الدورة.
كانت الملاكم لحسن أحيدوس آنذاك أصغر مشارك ضمن الوفد المغربي (19 سنة و 185 يوما) بينما كان أكبر ممثلي المغرب سنا العداء بكير بنعيسى (33 سنة و 198 يوما).

## الميداليات
| الرياضي | المنافسة | ذهبيةذهبية | فضية فضية | برونزية |
| ------- | -------- | ---------- | --------- | ------- |
| المجموع | -        | -          | -         | -       |

## الرياضيون المشاركون

### ألعاب القوى
| العداء         | المسابقة       | النتيجة     | الرتبة                    |
| -------------- | -------------- | ----------- | ------------------------- |
| بوشعيب المعاشي | 100 متر        | 10.5        | 6 أقصي في ربع النهائي     |
| بوشعيب المعاشي | 200 متر        | 21.6        | 8 أقصي في نصف النهائي     |
| بنعسو الغازي   | 3000 متر موانع | 8:43.6      | 9                         |
| بكر بنعيسى     | الماراثون      | 2 س و 22:27 | 12                        |
| لحسن صمصام عقا | دفع الجلة      | 17.24       | 18 أقصي في الدور التمهيدي |

### الملاكمة
| الملاكم     | الوزن      | النتيجة                                 |
| ----------- | ---------- | --------------------------------------- |
| فتاح بن فرج | خفيف الوسط | أقصي في الدور الثاني أمام بيطانكور كوبا |
| لحسن أحيدوس | الوسط      | أقصي في الدور الثاني أمام صاليناص تشيلي |

### كرة القدم
تنافس المنتخب الأولمبي المغربي في الدور الأول في المجموعة الثانية مع منتخبات المجر و يوغوسلافيا و أقصي كثالث المجموعة.
- مدرب: محمد ماسون  المغرب
- اللاعبون
- علال بن قصو.
- مصطفى فهيم.
- عبد الرزاق نجام.
- عمار بن سف الدين.
- محمد العماري.
- ادريس باموس.
- عبد الغني المنصوري.
- عبد القادر مختطف.
- عبد القادر مرشد.
- عبد الله قسطايني.
- ادريس الكنوسي.
- نافع السادني.
- عبد القادر محمد.
- أحمد لغريسي.
- محمد الصحراوي.
- محمد كنز الدين.
- مباريات الدور الأول

| المغرب | 6-0 | المجر |
| ------ | --- | ----- |
|        |     |       |

| يوغوسلافيا | 1-3 | المغرب     |
| ---------- | --- | ---------- |
|            |     | علي بوعشرة |

| الفريق     | نقاط | فرق | عليه | له | خ | ت | ف | لعب |
| ---------- | ---- | --- | ---- | -- | - | - | - | --- |
| المجر      | 4    | +7  | 5    | 12 | 0 | 0 | 2 | 3   |
| يوغوسلافيا | 2    | +1  | 7    | 8  | 1 | 0 | 1 | 3   |
| المغرب     | 0    | -8  | 9    | 1  | 2 | 0 | 0 | 3   |

### رفع الأثقال
- عبد الرحيم التازي في وزن الوسط وحل في المرتبة 17 بمجموع 355.0 كلغ
- مصطفى عدنان في وزن خفيف الثقيل وحل في المرتبة 20 بمجموع 390.0 كلغ